# Атока (Теннессі)
Атока (англ. Atoka) — місто (англ. town) в США, в окрузі Тіптон штату Теннессі. Населення — 10 008 осіб (2020).

## Географія
Атока розташована за координатами 35°25′37″ пн. ш. 89°47′3″ зх. д. / 35.42694° пн. ш. 89.78417° зх. д. (35.426947, -89.784228).  За даними Бюро перепису населення США в 2010 році місто мало площу 32,02 км², з яких 31,93 км² — суходіл та 0,09 км² — водойми.

## Демографія
Згідно з переписом 2010 року, у місті мешкало 8387 осіб у 2701 домогосподарстві у складі 2327 родин. Густота населення становила 262 особи/км².  Було 2795 помешкань (87/км²).
Расовий склад населення:
| - 84,5 % — білих - 11,0 % — чорних або афроамериканців - 1,4 % — азіатів - 0,5 % — корінних американців - 0,1 % — вихідців з тихоокеанських островів |

До двох чи більше рас належало 2,2 %. Частка іспаномовних становила 2,6 % від усіх жителів.
За віковим діапазоном населення розподілялося таким чином: 31,9 % — особи молодші 18 років, 61,2 % — особи у віці 18—64 років, 6,9 % — особи у віці 65 років та старші. Медіана віку мешканця становила 34,0 року. На 100 осіб жіночої статі у місті припадало 95,2 чоловіків;  на 100 жінок у віці від 18 років та старших — 93,3 чоловіків також старших 18 років.
Середній дохід на одне домашнє господарство  становив 87 955 доларів США (медіана — 83 961), а середній дохід на одну сім'ю — 95 417 доларів (медіана — 84 586). Медіана доходів становила 52 031 долар для чоловіків та 42 197 доларів для жінок. За межею бідності перебувало 6,3 % осіб, у тому числі 6,8 % дітей у віці до 18 років та 0,0 % осіб у віці 65 років та старших.
Цивільне працевлаштоване населення становило 4259 осіб. Основні галузі зайнятості: освіта, охорона здоров'я та соціальна допомога — 22,5 %, роздрібна торгівля — 9,9 %, виробництво — 9,4 %, публічна адміністрація — 9,2 %.